# بورس تایلند
بورس تایلند (تایلندی: ตลาดหลักทรัพย์แห่งประเทศไทย) بازار بورس اوراق بهادار، مستقر در بانکوک تایلند است. ارزش بازار بورس تایلند در سپتامبر ۲۰۱۵ معادل ۴۶۰ میلیارد دلار برآورد گردید.